# Сельц (кантон)
Сельц (фр. Seltz) — кантон у Франції, в департаменті Нижній Рейн регіону Ельзас.

## Склад кантону
Кантон включає в себе 14 муніципалітетів:
| Муніципалітет    | Площа | Населення, осіб | Рік  |
| ---------------- | ----- | --------------- | ---- |
| Бенайм           | 15,23 | 1790            | 1999 |
| Бюль             | 4,40  | 508             | 1999 |
| Венценбак        | 6,96  | 568             | 1999 |
| Ебербак-Сельц    | 4,14  | 373             | 1999 |
| Кессельдорф      | 7,26  | 331             | 1999 |
| Креттвіллер      | 2,55  | 173             | 1999 |
| Мотерн           | 10,30 | 2043            | 2006 |
| Мюншозен         | 5,92  | 692             | 1999 |
| Нідерредерн      | 6,88  | 846             | 1999 |
| Оберлотербак     | 5,32  | 550             | 2009 |
| Сельц            | 21,00 | 3026            | 2008 |
| Сіжен            | 8,10  | 493             | 1999 |
| Шаффуз-пре-Сельц | 4,49  | 569             | 2006 |

## Консули кантону
| Період    | Консул         | Посада                      |
| --------- | -------------- | --------------------------- |
| 1976—2001 | Marcel Schmitt | Мер муніципалітету Сельц    |
| 2001—2014 | Richard Stoltz | Мер муніципалітету Мюншозен |

| Франція | Це незавершена стаття з географії Франції. Ви можете допомогти проєкту, виправивши або дописавши її. |